# Weiden Challenger 2001
Il Weiden Challenger 2001 è stato un torneo di tennis facente parte della categoria ATP Challenger Series nell'ambito dell'ATP Challenger Series 2001. Il torneo si è giocato a Weiden in Germania dall'11 al 17 giugno 2001 su campi in terra rossa.

## Vincitori

### Singolare
Jiří Vaněk ha battuto in finale  Hugo Armando con il punteggio di 7–5, 6–2

### Doppio
Julián Alonso /  Hugo Armando hanno battuto in finale  Petr Kovačka /  Pavel Kudrnáč per walkover